# S・J・スーリヤー
S・J・スーリヤー（S. J. Suryah、1968年7月20日 - ）は、インドのタミル語映画で活動する映画監督、映画プロデューサー、脚本家、作詞家、プレイバックシンガー、俳優。

## 生い立ち
1968年7月20日にヴァスデーヴァナルールで暮らすタミル人家庭に生まれ、「セルヴァラージ・ジャスティン・パンディアン（Selvaraj Justin Pandian）」と名付けられた。S・J・スーリヤーは3人兄弟の末子であり、姉セルヴィと兄ヴィクターがいる。彼は多言語話者であり、タミル語のほかにテルグ語、ヒンドゥスターニー語、英語、マラヤーラム語に堪能である。

## キャリア

### 1990年 - 2003年
S・J・スーリヤーはヴァスデーヴァナルールの学校を卒業後にロヨラ大学チェンナイ校に進学して物理学の学位を取得し、その後はマドゥライの工科大学に進学する機会があったが、俳優の道に進むことを志望して辞退している。チェンナイではホテル従業員として働きながら俳優になるために活動し、K・バーギャラージに弟子入りした。その後は『Aasai』『Sundara Purushan』に助監督として参加したほか、バーラティラージャーの『Kizhakku Cheemayile』では闘鶏士役を演じるなど、端役俳優としても活動した。
『Ullaasam』の製作に参加した際、『Aasai』で仕事を共にしたアジット・クマールと再会し、彼に自身が執筆した脚本を持ち込んだ。脚本に感銘を受けたアジット・クマールはS・S・チャクラヴァルティーに映画化を持ちかけ、これをきっかけに『Vaalee』が製作され、S・J・スーリヤーは監督デビューを果たした。同作ではキールティ・レッディがヒロイン役に起用されたが、後に彼女の代わりにシムランが起用され、このほかにジョーティカーが起用された。『デカン・ヘラルド』は同作について「間違いなく、一見の価値がある映画だ。この映画には恋愛描写、いくらかのサスペンス、複雑な心理描写、キャストの名演、心地よい楽曲など、あらゆる要素が揃っている」と批評している。また、『Indolink.com』はS・J・スーリヤーについて「タミル語映画に再び誇りを取り戻させてくれる、映画界の新鋭若手監督」、『ニュー・インディアン・エクスプレス』は「彼は素晴らしい仕事をして成功を収めた」とそれぞれ称賛しており、同作の成功によりS・J・スーリヤーとアジット・クマールはタミル語映画界での地位を固めた。
『Vaalee』のプレミア上映に出席したA・M・ラトナムはS・J・スーリヤーの手腕に感銘を受け、彼をヴィジャイとジョーティカーが主演を務める『Kushi』の監督に起用した。同作は我の強い大学生たちの恋愛模様を描いた作品で、2000年から南インドとニュージーランドで撮影が行われた。同年5月に公開された『Kushi』は批評家から高い評価を受け、興行的にも成功を収めた。同作について『Rediff.com』は「さっぱりとしたファミリー・エンターテインメント」と評してS・J・スーリヤーの脚本を称賛し、『Bizhat.com』の映画を好意的に評価している。また、『ザ・ヒンドゥー』は「2000年のベスト・タミル語映画」で次点に選出したほか、ヒロイン役のジョーティカーもフィルムフェア賞 タミル語映画部門主演女優賞を受賞している。
その後、製作チームはパワン・カリヤーンに『Kushi』のテルグ語版への出演を打診し、物語に感銘を受けた彼は出演を快諾した。ヒロイン役にはブーミカー・チャーウラーが起用され、テルグ語圏の観客向けに物語の一部が修正されており、パワン・カリヤーンは新たな要素としてアクションシーンを追加するように主張し、S・J・スーリヤーとの間で対立が生じている。最終的にS・J・スーリヤーはアクションシーンの追加に同意したものの、アクションシーンの撮影自体には参加しなかったという。2001年に同名のタイトル『Kushi』として公開されて好評を博し、同年に公開されたテルグ語映画の中で最も興行的な成功を収めた映画の一つとなった。『idlebrain.com』はS・J・スーリヤーについて「スーリヤーは今回も勝利を手にした。ストーリーはまったく存在しないが、しっかりとした脚本は存在する。彼は脚本家として並外れた仕事をこなしたのだ」と称賛している。2003年にはヒンディー語版『Khushi』を製作し、同作ではファルディーン・カーンとカリーナ・カプールを起用している。ヒンディー語版の興行成績は低調で、批評家からは「スーリヤーが手掛けたシーンの多くは、1980年代のファミリー向けの粗悪品映画のように、どこか作為的に感じられる。主人公から効果的な感情を引き出すことができていない」と酷評されている。

### 2004年 - 2006年
2001年初頭から『New』のプリプロダクションを開始し、同作ではプロデューサーも兼務している。同作ではアジット・クマールとジョーティカーを起用し、音楽監督のデーヴァは6月までに10曲を完成させた。その後、アジット・クマールがスケジュールの都合で降板したため、S・J・スーリヤーが主演を務めることになった。また、ヒロイン役もジョーティカーに代わりシムランが起用され、キラン・ラソッドとデーヴァヤーニが助演キャストに起用された。撮影はマヘーシュ・バーブ、アミーシャ・パテール、ラムヤ・クリシュナ、デーヴァヤーニが出演するテルグ語版『Naani』と同時並行で行われた。映画は科学者によって28歳の男性に姿を変えられた8歳の少年を描いた物語で、S・J・スーリヤーは脚本執筆に際して『ビッグ』から影響を受けたことを明かしている。撮影は100日間かけて行われたが、初主演となったS・J・スーリヤーは「自分の演技が監督からの期待に応えられないと感じると、撮影を中断することが度々あった」と振り返っている。
2004年7月9日に公開された『New』には混合的な評価が寄せられたものの、興行的には成功を収め、A・R・ラフマーンが手掛けた楽曲が人気を集めた。翌8月には『Naani』が公開されたが、批評家の評価は芳しくなく、『idlebrain.com』は「酷い脚本と作為的な展開が足を引っ張っている」と指摘している。また、大人向けの題材が論争を巻き起こし、タミル・ナードゥ州の女性活動家からは「映画に猥褻な性行為シーンが存在する」として上映の中止を求める騒動が起きており、これに対してS・J・スーリヤーは性行為シーンは物語上必要なシーンであると反論し、この映画について「セックスとコメディを混ぜ合わせたフィクション」と表現している。その後、2005年8月に彼は中央映画認証委員会の女性職員に対して暴力を振るった容疑で逮捕されたが、間もなく保釈された。さらに「映画認証の際に本編から削除されたシーンを宣伝で使用した」として中央映画認証委員会から訴えられ、再び逮捕されている。問題となった削除シーンは彼がシムランの胸の谷間に寄りかかっているシーンであり、間もなく保釈されている。
『New』の公開後、S・J・スーリヤーは『Isai』『Anbulla Nanbane』『Aezhumazhai vs Chitra』の製作を発表した。しかし、『Isai』の製作は延期され、『Anbulla Nanbane』はタイトルが『Best Friend』に変更され、最終的に『Anbe Aaruyire』として製作されることになった。同作で彼は再び主演を務め、新人女優のミーラー・チョープラーをヒロイン役に起用し、彼女に「ニラ（Nila）」の芸名を用意した。また、彼は『Anbe Aaruyire』のテーマについて「若い恋人たちに、お互いに一定の距離を置きつつ付き合うことの必要性を伝えたかった」と語っているほか、同作を「『Khushi』の続編」と称しており、「主人公たちが同じように自我をぶつけ合う映画になる」と語っている。同作は2005年9月に公開され、『Sify』は映画について「アダルト・エンターテインメント」と評している。また、興行的にも成功を収めており、S・J・スーリヤーは成功のために協力してくれたスタッフたちを念頭に「チームの努力が問題を解決する手助けになった」と振り返っている。
2005年1月から『Aezhumazhai vs Chitra』のプリプロダクションを開始し、シランバラサンとアシン・トーットゥンカルを主演に起用した。プリプロダクションの開始と同時に宣伝写真が公開されたが、途中で企画は頓挫し、S・J・スーリヤーは別の企画に取り組むことになった。彼は新たな企画としてヴィジャイ主演の『Puli』の製作に取り掛かり、同年末にはアシン・トーットゥンカルの出演が報じられ、俳優活動と並行して製作が進められたが、2006年初頭にS・J・スーリヤーが脚本の修正要求を拒否したことが原因でヴィジャイが降板した。また、2006年1月には『Isai』の製作が進んでいることが報じられ、映画について「狡賢い音楽助監督が成り上がる物語になる」と報じられている。また、物語については「イライヤラージャーとA・R・ラフマーンの関係をモデルにしている」とも報じられたが、この映画も製作の延期が発表された。その後、S・J・スーリヤーは彼に付きまとう「下劣なイメージ」を払拭するため、ファミリー向け映画『Pesum Deivangal』の監督・主演を務めることを発表したが、こちらもプリプロダクションの段階で製作が中止された。

### 2007年 - 2015年
『New』『Anbe Aaruyire』で演技を称賛されたことをきっかけに、S・J・スーリヤーは監督業を離れて俳優としての活動を優先させるようになった。タミルヴァンナンの『Kalvanin Kadhali』ではナヤンターラと共演して公開前から話題を集め、批評的・興行的に一定の成功を収めた。2007年は『Viyabari』でタマンナー・バティアと共演し、家族の世話をさせるために自身のクローンを作り出す実業家役を演じたが、批評家からは「仰々しく、うるさく感じられる」と批判された。続けて出演した『Thirumagan』でも「前半パートについて、以前の出演作で演じていたことをこなすだけの俳優になっている」と批判されている。両作の失敗により、進行中だった『Pandigai』の企画は立ち消えとなり、S・J・スーリヤーは再び監督業に戻ることになった。2009年には『Newtonin Moondram Vidhi』で主演を務めて好評を得たものの、興行成績は平凡な結果に終わっている。
その後は製作が中断していた『Puli』の企画を再始動させたが、タミル語映画ではなくテルグ語映画として製作することになり、パワン・カリヤーンとニキーシャ・パテールが主演に起用された。同作の製作は何度も中断し、最終的に3年の歳月を要した。同作は2010年9月に公開されたが批評家からの評価は芳しくなく、『Sify』からは「この映画の大きな問題点は、確固たるストーリーが欠如していることだ。スーリヤーの脚本は行き当たりばったりで、キャラクターには一貫性がない」、『idlebrain.com』からは「スーリヤーは脚本で大きく失敗している」と酷評されている。
監督業のかたわら、『Nanban』『Pizza II: Villa』にゲスト出演しており、2011年には凍結中だった『Isai』の製作を再開し、同作ではA・R・ラフマーンの勧めもあり音楽監督も兼務することになった。同作は新人作曲家と大物作曲家の対決を描くミュージカル映画であり、2012年5月にファーストルックポスターが公開された。撮影には2年以上の歳月を要し、製作の途中で悪役がプラカーシュ・ラージからサティヤラージに交代している。また、S・J・スーリヤーは役作りのために一日10時間のレッスンを6か月間受けて作曲の技術を学んだ。『Isai』は2014年末にポストプロダクションを終え、翌2015年に公開された。

### 2016年 - 現在
2016年はカールティク・スッバラージの『女神たちよ』でアルコール依存症に陥った暴力的な映画監督役を演じ、批評家から演技を絶賛された。その後は『Spyder』『マジック』で悪役を演じ、『Spyder』は混合的な評価が寄せられたものの、『マジック』は興行的に大きな成功を収めた。2019年には『Monster』『Oru Naal Koothu』に出演し、このうち『Monster』での演技は批評家から高い評価を得ている。2021年には『Nenjam Marappathillai』で下劣な実業家役を演じて話題を集め、シランバラサン、カリヤーニ・プリヤダルシャンと共演した『政党大会 陰謀のタイムループ』でも演技を絶賛されている。2022年には『Don』で悪役を演じ、『Kadamaiyai Sei』では批評家から演技を酷評されている。2023年は『Bommai』『マーク・アントニー』『ジガルタンダ・ダブルX』に出演している。

## フィルモグラフィー

### 出演
| 年   | 作品                        | 役名                                                 | 備考                   | 出典   |
| ---- | --------------------------- | ---------------------------------------------------- | ---------------------- | ------ |
| 1988 | Nethiyadi                   | 村人                                                 | ノンクレジット         | [ 57 ] |
| 1993 | Kizhakku Cheemayile         | 牛の調教師                                           | ノンクレジット         | [ 58 ] |
| 1995 | Aasai                       | 運転手                                               | ノンクレジット         | [ 59 ] |
| 2000 | Kushi                       | 映画監督                                             | ノンクレジット         |        |
| 2004 | New                         | パップ、パップの息子                                 | 主演デビュー作         | [ 60 ] |
| 2004 | Maha Nadigan                | 本人役                                               | ゲスト出演             |        |
| 2005 | Anbe Aaruyire               | シヴァ、シヴァの記憶                                 |                        | [ 61 ] |
| 2006 | Kalvanin Kadhali            | サティヤ                                             |                        | [ 62 ] |
| 2006 | Dishyum                     | 本人役                                               | ゲスト出演             |        |
| 2007 | Thirumagan                  | タンガパンディ                                       |                        | [ 63 ] |
| 2007 | Viyabari                    | スーリヤプラカーシュ、スーリヤプラカーシュのクローン |                        | [ 64 ] |
| 2009 | Newtonin Moondram Vidhi     | グル                                                 |                        | [ 65 ] |
| 2010 | Puli                        | フセイン                                             | 特別出演               |        |
| 2012 | Nanban                      | パンチャヴァン・パリヴェンダン                       | 特別出演               | [ 66 ] |
| 2013 | Pizza II: Villa             | 映画監督                                             | カメオ出演             | [ 67 ] |
| 2015 | Isai                        | A・K・シヴァ                                         |                        | [ 68 ] |
| 2015 | Vai Raja Vai                | 本人役                                               | ゲスト出演             | [ 69 ] |
| 2015 | Yatchan                     | 本人役                                               | ゲスト出演             | [ 70 ] |
| 2016 | 女神たちよ                  | アルール                                             |                        | [ 71 ] |
| 2017 | Spyder                      | スダラージ                                           |                        | [ 72 ] |
| 2017 | Spyder                      | バイラヴドゥ                                         | テルグ語版             | [ 73 ] |
| 2017 | マジック                    | ダニエル・アロキヤラージ                             |                        | [ 74 ] |
| 2019 | Monster                     | アンジャナム・アラギヤ・ピッライ                     |                        | [ 75 ] |
| 2021 | Nenjam Marappathillai       | ラーマスワーミ                                       |                        | [ 76 ] |
| 2021 | 政党大会 陰謀のタイムループ | ダヌシュコディ副長官                                 |                        | [ 77 ] |
| 2022 | Don                         | ブーミナーダン                                       |                        | [ 78 ] |
| 2022 | Kadamaiyai Sei              | アショーク・マウリヤン                               |                        | [ 79 ] |
| 2022 | ベロニーにまつわるウワサ話  | ヴィヴェーク警部補                                   | Amazon Prime Video配信 | [ 80 ] |
| 2023 | 後継者                      | アーディティヤ・ミッタル                             | カメオ出演             | [ 81 ] |
| 2023 | Bommai                      | ラージュ                                             |                        | [ 82 ] |
| 2023 | マーク・アントニー          | ジャッキー・パンディアン、マーダン・パンディアン     |                        | [ 83 ] |
| 2023 | ジガルタンダ・ダブルX       | クルバーカラン（キルバイ） / レイ・ダース            |                        | [ 84 ] |
| 2024 | Indian 2                    | サルグナ・パンディアン                               |                        | [ 85 ] |
| 2024 | Raayan                      | セートゥラーマン                                     |                        |        |
| 2024 | 土曜日の男                  | R・ダヤナンド                                        | テルグ語映画           | [ 86 ] |
| 2025 | Game Changer                | ボビリ・モーピデーヴィ                               | テルグ語映画           | [ 87 ] |
| 2025 | Veera Dheera Sooran         | A・アルナギリ                                        |                        | [ 88 ] |
| 2025 | Indian 3                    | サルグナ・パンディアン                               |                        | [ 85 ] |

### 監督
- Vaalee（1999年）
- Kushi（2000年）
- Kushi（2001年）
- Kushi（2003年）
- Naani（2004年）
- New（2004年）
- Anbe Aaruyire（2005年）
- Puli（2010年）
- Isai（2015年）

### プレイバックシンガー
| 年   | 作品                    | 曲名                       | 作曲家                             |
| ---- | ----------------------- | -------------------------- | ---------------------------------- |
| 1999 | Vaalee                  | "Vaanil Kaayuthae"         | デーヴァ                           |
| 2007 | Viyabari                | "July Maadathil"           | デーヴァ                           |
| 2009 | Newtonin Moondram Vidhi | "Mudhal Murai"             | F・S・ファイザル                   |
| 2015 | Isai                    | "Puthandin Muthal"         | S・J・スーリヤー                   |
| 2016 | 女神たちよ              | "Onnu Rendu"               | サントーシュ・ナーラーヤナン       |
| 2021 | Nenjam Marappathillai   | "En Pondati Oorukku Poita" | ユーヴァン・シャンカル・ラージャー |
| 2024 | 土曜日の男              | "Not A Teaser"             | ジェイクス・ビジョイ               |

### 作詞
| 年   | 作品              | 曲名             | 作曲家     |
| ---- | ----------------- | ---------------- | ---------- |
| 1996 | Sundara Purushan  | "Setapa Maathi"  | シルフィー |
| 1996 | Purushan Pondatti | "Lottery Enakku" | シルフィー |

### 作曲
- Ishq Wala Love（2014年）
- Isai（2015年）

### ナレーション
- 144（2015年）
- Remo（2016年）

## 受賞歴
| 年                                | 部門                       | 作品                   | 結果       | 出典          |
| 名誉学位                          | 名誉学位                   | 名誉学位               | 名誉学位   | 名誉学位      |
| --------------------------------- | -------------------------- | ---------------------- | ---------- | ------------- |
| 2024年                            | ヴェルス科学技術大学       | N/A                    | 受賞       | [ 89 ]        |
| フィルムフェア賞 南インド映画部門 |                            |                        |            |               |
| 2001年                            | タミル語映画部門監督賞     | 『Kushi』              | ノミネート |               |
| 2018年                            | タミル語映画部門助演男優賞 | 『マジック』           | ノミネート | [ 90 ]        |
| 2018年                            | テルグ語映画部門助演男優賞 | 『Spyder』             | ノミネート | [ 90 ]        |
| 2022年                            | タミル語映画部門助演男優賞 | 『Maanaadu』           | ノミネート | [ 91 ]        |
| 2024年                            | タミル語映画部門助演男優賞 | 『Don』                | ノミネート |               |
| 2024年                            | タミル語映画部門助演男優賞 | 『マーク・アントニー』 | ノミネート | [ 92 ]        |
| 南インド国際映画賞                |                            |                        |            |               |
| 2018年                            | タミル語映画部門悪役賞     | 『マジック』           | 受賞       | [ 93 ]        |
| 2018年                            | タミル語映画部門悪役賞     | 『Spyder』             | 受賞       | [ 93 ]        |
| 2022年                            | タミル語映画部門悪役賞     | 『Maanaadu』           | 受賞       | [ 94 ]        |
| 2023年                            | タミル語映画部門悪役賞     | 『Don』                | 受賞       | [ 95 ]        |
| 2024年                            | タミル語映画部門助演男優賞 | 『マーク・アントニー』 | ノミネート | [ 96 ] [ 97 ] |
| 2024年                            | 特別演技賞                 | N/A                    | 受賞       | [ 96 ] [ 97 ] |
| IIFAウトサヴァム                  |                            |                        |            |               |
| 2024年                            | タミル語映画部門悪役賞     | 『マーク・アントニー』 | 受賞       | [ 98 ]        |
| テランガーナ・ガッダル映画賞      |                            |                        |            |               |
| 2025年                            | 助演男優賞                 | 『土曜日の男』         | 受賞       | [ 99 ]        |
| アーナンド・ヴィカタン映画賞      |                            |                        |            |               |
| 2023年                            | 悪役男優賞                 | 『Maanaadu』           | 受賞       |               |
| ヴィジャイ・アワード              |                            |                        |            |               |
| 2018年                            | 悪役賞                     | 『Spyder』             | 受賞       | [ 100 ]       |